# LFG Roland D.XVI
Le LFG Roland D.XVI, initialement désigné LFG Roland E.I , était un avion de chasse allemand monoplace, monomoteur, à aile parasol, qui a volé vers la fin de la Première Guerre mondiale. Seulement deux prototypes ont été construits.

## Conception
Le D.XVI avait une aile parasol entoilée entièrement en porte-à-faux, montée au-dessus du fuselage sur une paire d'entretoises en forme de N partant du bas du fuselage. Ces entretoises étaient stabilisées latéralement avec une jambe presque horizontale de chaque côté, reliant le dessus du fuselage et l’extrémité supérieure de la pièce arrière du N. L'aile était droite et effilée avec des extrémités arrondies. Elle comportait une découpe du bord de fuite pour améliorer la visibilité vers le haut depuis le cockpit. L'aile était assez épaisse et les ailerons courts.
Son fuselage était de section transversale rectangulaire, avec des flancs plats et un revêtement de contreplaqué. Les deux prototypes différaient par la technique selon laquelle ce revêtement était appliqué : sur l'un, en diagonale, et sur l'autre longitudinalement. Ils différaient aussi par leur empennage vertical, celui de l'un des avions était plus bas et plus large que l'autre. Tous deux avaient un gouvernail de direction équilibré qui s'étendait jusqu'à la quille ventrale. Les plans horizontaux de l'empennage étaient montés à mi-hauteur du fuselage, avec un plan fixe droit et sans flèche portant des gouvernes de profondeur équilibrées, dont la corde augmentait vers l'extérieur. Les deux prototypes avaient un train d'atterrissage conventionnel avec les roues principales sur un même essieu, relié à la partie inférieure du fuselage par des jambes en forme de V.
La principale différence entre les deux prototypes résidait dans le moteur. Dans les deux cas, c'était un moteur rotatif totalement caréné par un capotage. L'un des avions avait un Goebel Goe.III à 9 cylindres de 160 ch (119 kW), l'autre avait un Siemens & Halske Sh.III à 11 cylindres d'une puissance équivalente. Des hélices bipales et quadripales étaient utilisées par l'un et l'autre.

## Engagements
L'Idflieg autorisa la version à moteur Sh.III à participer à la troisième compétition de chasseurs de type D, même si ce moteur ne figurait pas sur sa liste de propulseurs approuvés. Il était plus rapide que le Fokker D.VII ou le Siemens-Schuckert D.IV à une altitude inférieure à 4 000 mètres, mais plus lent à une altitude supérieure.